# Bahram Radan
Bahram Radan  (perz.: ‎بهرام رادان‎; Teheran, 28. travnja 1979.) je poznati iranski glumac i pjevač.

## Životopis
Dok je studirao poslovni menadžment na fakultetu, Radan se prijavio na tečajeve glume na kojima su ga otkrili kao nadarenog talenta. Prvu pauzu napravio je kada mu je pružena prilika za njegovu prvu ulogu u filmu Strast ljubavi. Film je postigao veliki uspjeh na iranskom tržištu. Bio je to jedan od najboljih filmova 2000. godine. Radanova iznimna popularnost dovela je do toga da su iranske vlasti 2008. zabranile njegove slike s plakata. O njegovoj iznimnoj popularnosti svjedoči i to da je na Zapadu poznat kao  Brad Pitt Bliskog Istoka.
Godine 2012. se upustio u glazbu i izdao svoj prvi album, The Other Side.

## Podrška LGBT zajednici
U lipnju 2015. Radan je tweetao podršku (na perzijskom jeziku) za odluku Vrhovnog suda SAD-a o legalizaciji istospolnih brakova. Nakon kritika tvrdokornih medija povezanih s iranskom vladom, bio je prisiljen izbrisati Tweet, te se ispričati javnosti. Iako The Guardian nije mogao samostalno provjeriti tvrdnju, iranski mediji izvijestili su da je Radan bio pozvan na ispitivanje kod Ministarstva kulture i islamskog vodiča, koji inače prije objavljivanja filmova i kulturnih materijala provjerava filmove i kulturne materijale u toj državi.

## Filmografija
| Godina | Film                | Uloga         |
| ------ | ------------------- | ------------- |
| 1999.  | Shoor-e Eshgh       | Kian          |
| 2000.  | Abi                 | Arastoo       |
| 2000.  | Saghi               | Reza Tehrani  |
| 2000.  | Avaz-e Ghoo         | Peyman Fadayi |
| 2002.  | Roz-e Zard          | Davood        |
| 2002.  | Atash               | Ashkan        |
| 2003.  | Gav khuni           | Khashayar     |
| 2003.  | Shami Dar Bad       | Farzin        |
| 2003.  | Sarbaz-haye Jom'e   | Asef          |
| 2004.  | Gilaneh             | Esmaeel       |
| 2004.  | Rastgari dar 8:20   | Taha Rahmani  |
| 2004.  | Tah-e Donya         | Narator       |
| 2004.  | Ezdevaj-e Soorati   | Arian         |
| 2005.  | Hokm                | Sahand        |
| 2006.  | Taghato             | Pedram        |
| 2006.  | Khoon bazi          | Arash         |
| 2006.  | Santouri            | Ali Bolourchi |
| 2007.  | Chahar Angoshti     | Foad          |
| 2007.  | Kanan               | Ali           |
| 2008.  | Bi Pooli            | Iraj          |
| 2008.  | Zadbum              |               |
| 2008.  | Tardid              | Siavash       |
| 2009.  | Tehran 1500         | Javad         |
| 2009.  | Karnavale Marg      |               |
| 2010.  | Yeki Az Ma Do Nafar | Babak Saman   |
| 2010.  | Adamkosh            | Maziar        |
| 2011.  | Rahe Abiye Abrisham | Shazan        |
| 2012.  | Pole Choubi         | Amir          |
| 2013.  | Naghsh-o Negar      |               |
| 2013.  | Tragedy             |               |
| 2014.  | Atash Bas 2         | Khosro        |
| 2014.  | Asre Yakhbandan     |               |
| 2015.  | Hekayate Asheghi    | Ali           |
| 2016.  | Polaris             | Poorya        |
| 2016.  | Barcode             | Hamed         |

## Vanjske poveznice
- Bahram Radan